# Ken Dowsing
Kenneth Richard Dowsing (* 3. Februar 1950 in Ipswich/Suffolk) ist ein britischer 2D-Animator, Filmregisseur, Autor, Maler und Filmproduzent.

## Leben
Ken Dowsing besuchte das St. Joseph’s College in Birkfield-Ipswich, danach besuchte er die Ipswich Art School. In der Kunstschule begann er mit 16-mm-Filmen zu experimentieren. Malerei, Zeichnen und Musik faszinierten und beschäftigten ihn während der Zeit in der Ipswich Art School. 1967 engagierte ihn die Zeitung East Anglian Daily Times als Press Artist. 1968 ging er nach London und arbeitete als Trainee Animator bei der Firma Wyatt and Cattanio.

## Die 1970er und 1980er Jahre
1970 ging Dowsing nach New York und arbeitete an der Pilot-Version des Filmes Fritz the Cat. 1972 holten ihn Hanna Barbera nach Sydney. Dort arbeitete Dowsing als Animator bis 1973. Zurück in London arbeitete er freiberuflich, bis er 1978 nach Düsseldorf gerufen wurde. 1979 engagierte ihn die Münchner Filmproduktionsfirma Kruse-Film als Trickfilmregisseur, für die er neun Jahre arbeitete.
1983 startete in der ARD die Fernsehsendung Formel Eins, für die Ken Dowsing das Maskottchen Teasy entwickelt und gezeichnet hat.

## 1989 bis heute
1989 gründete Dowsing eine eigene Werbefilmproduktionsfirma in München. Diese Firma hat sich seitdem auf den Trick-Bereich spezialisiert. Inzwischen umfasst dieser Trick-Bereich nicht nur Zeichentrick, sondern auch andere Arten von Trick wie Modeltrick, Puppentrick, 3D bis hin zu SFX. Ein großer Bereich davon ist die Kombination von Trick mit Real-Film. Im Jahr 2000 kreierte Dowsing die Handpuppen The Fukkets. Gemeinsam mit Charles Green produzierte er mehrere Sketche mit diesen Puppen.
Von 2008 bis 2015 zeichnete Ken Dowsing Interpretationen über das Buch Ulysses von James Joyce. Ab 2010 fanden europaweit Ausstellungen mit Zeichnungen, Radierungen und Lithografien zum Thema „Ulysses“ statt.
Seit 2016 zeichnet Ken Dowsing wieder Stillleben und Porträts.
Er lebt und arbeitet mit seiner Frau in Österreich in der Steiermark.

## Auszeichnungen
- 1982 International Advertising Film Festival Cannes – Diplom for Animation
- 1984 Animation Trickfilm-Festival Zagreb – Auszeichnung für den Kurzfilm Sun and Fun

## Preise
- 1990 und 1996 Film und TV Festival New York
- 1989 ADC – New York
- 1992 Clio Award
- 1992 Montreux
- 1993 London: International Advertising Awards
- 1995 Comprix
- 2007 Comprix, Gold für innovative Pharma-Communication

## Ausstellungen
- 1985 Stillleben-Ausstellung mit dem Maler und Zeichner Sven Hartmann in der Daniel Blaise Thorens Gallery, Basel
- 1987 Stillleben-Ausstellung, Daniel Blaise Thorens Gallery, Basel
- 1987 Stillleben-Ausstellung: NATURA MORTA. Galerie Völser Heubad, Völs am Schlern, Südtirol
- 1990 Stillleben Ausstellung mit Branco Teslic, K 18. Kurfürstengalerie, München
- 1994 Friday Night Paintings. Galerie Evers, München
- 1995 Poetry Projekt mit dem Künstler, Herbert Nauderer: Terzinen über Vergänglichkeit – Animationsfilmprojekt zu einem Gedicht von Hugo von Hofmannsthal
- 1995 und 1996 Skulpturen und Reliefs von Ken Dowswing, Galerie Zoerer, Ainmillerstraße, München
- 1998 Stillleben und Abstraktionen, K 18. Kurfürstengalerie, München
- 2001 Computer-Kunst im Großformat, von Ken Dowsing, im Tutzinger Keller
- 2002 und 2004 Spanische Landschaften, Galerie Schwitters, München
- 2006 Illustrationen aus dem Buch Ulysses. von James Joyce, Galerie Kunstpool, München
- 2010 Zeichnungen zu James Joyces Ulysses. Oriol Gallery, München
- 2010 Zeichnungen zu James Joyces Ulysses. Schloß Utoquai, Zürich
- 2010 Zeichnungen zu James Joyces Ulysses. Aktionsradius Wien und VHS Hietzing, Bloomsday Festival, Wien
- 2010 Zeichnungen und Stillleben zu James Joyces Ulysses. Galerie Völs, Völs am Schlern, Italien
- 2010 Gemeinschaftsausstellung, Zeichnungen zu James Joyces Ulysses. Galerie Blaues Atelier, Graz
- 2010 Zeichnungen zu James Joyces Ulysses. Stift Rein bei Graz
- 2011 Zeichnungen zu James Joyces Ulysses. Hugendubel, Salvatorplatz 2, München
- 2011 Zeichnungen zu James Joyces Ulysses. Galerie Blaues Atelier, Annenstraße 33, 8020 Graz.